# Marianne Basler
Pour les articles homonymes, voir Basler.
Marianne Basler est une actrice franco-belgo-suisse née le 9 mars 1964 à Bruxelles.

## Biographie

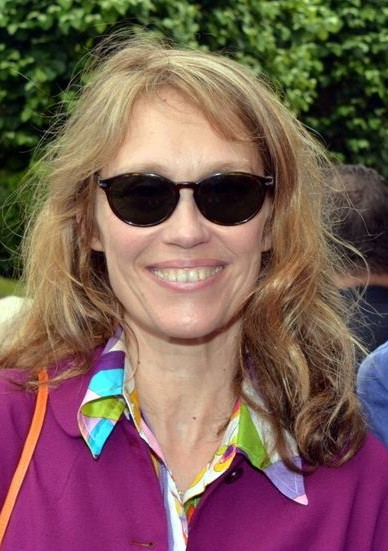
Marianne Basler au Festival du film de Cabourg en 2016.

Née en 1964, Marianne Basler fait ses études à l'Athénée royal d'Uccle 1 où elle joue dans plusieurs pièces mises en scène par le professeur de français Jacques Kroïtor, au Conservatoire royal de Bruxelles et étudie l'histoire de l'art à l'université libre de Bruxelles. Elle suit ensuite la formation continue de l'atelier scénario de la Fémis.
Entre 1979 et 1983, elle se produit sur les planches de différents théâtres belges. Puis, elle commence une carrière au cinéma en 1982 avec Meurtres à domicile de Marc Lobet, et s'installe à Paris. À partir du milieu des années 1980, elle y alterne des rôles au cinéma et au théâtre. Elle est ainsi à plusieurs reprises appelée dans des distributions de Jacques Lassalle au théâtre ou de Paul Vecchiali au cinéma,,,.
En 1987, une interprétation importante dans son parcours est aussi celle effectuée pour la réalisatrice Marion Hänsel dans Les Noces barbares.

### Famille
Elle est la petite fille de l’écrivaine belge Marianne Pierson-Piérard et du sénateur et homme politique socialiste Marc-Antoine Pierson.

## Filmographie

### Cinéma

#### Années 1980
- 1982 : Meurtres à domicile de Marc Lobet
- 1983 : Les parents ne sont pas simples cette année de Marcel Jullian
- 1983 : La Femme publique d'Andrzej Żuławski : une jeune anarchiste
- 1984 : Mystère Alexina de René Féret : Marie Avril
- 1985 : L'amour propre ne le reste jamais très longtemps de Martin Veyron : Blanche
- 1985 : Trois Hommes et un couffin de Coline Serreau : Nathalie
- 1986 : Rosa la rose, fille publique de Paul Vecchiali : Rosa
- 1986 : Le Beauf d'Yves Amoureux : Gisèle
- 1987 : Tant qu'il y aura des femmes de Didier Kaminka : Joanna
- 1987 : Les Noces barbares de Marion Hänsel: Nicole, la mère
- 1987 : Contrainte par corps de Serge Leroy : Claire Vignon
- 1988 : A Soldier's Tale de Larry Parr : Belle
- 1988 : La Soule de Michel Sibra : Marion
- 1989 : La Révolution française de Robert Enrico et de Richard T. Heffron : Gabrielle Danton

#### Années 1990
- 1990 : Outremer de Brigitte Roüan : Gritte
- 1990 : Dames galantes de Jean-Charles Tacchella : Marguerite
- 1991 : Eline Vere de Harry Kümel : Eline Vere
- 1991 : Blanc d'ébène de Cheik Doukouré : Marie-France Mariani
- 1993 : L'Ordre du jour de Michel Khleifi : Nadine
- 1994 : Farinelli (Farinelli, il castrato) de Gérard Corbiau : la comtesse Mauer
- 1997 : Marquise de Véra Belmont : Madame
- 1998 : Vidange de Jean-Pierre Mocky : Mireille

#### Années 2000
- 2001 : Va savoir de Jacques Rivette : Sonia
- 2002 : Va, petite ! d'Alain Guesnier : Simone
- 2002 : La Boîte magique de Ridha Behi : Lou
- 2004 : Bienvenue en Suisse de Léa Fazer : Béatrice
- 2005 : Fantômes (Gespenster) de Christian Petzold : Françoise
- 2009 : Sans rancune ! de Yves Hanchar : Jeanne Matagne
- 2009 : Réfractaire de Nicolas Steil : Malou

#### Années 2010
- 2011 : Minuit à Paris (Midnight In Paris) de Woody Allen : la Reine de France à Versailles
- 2011 : La Fin du silence de Roland Edzard : Ida
- 2011 : Retour à Mayerling de Paul Vecchiali : Rosa
- 2014 : Yves Saint Laurent de Jalil Lespert: Lucienne
- 2016 : Le Cancre de Paul Vecchiali : Suzanne
- 2016 : L'Âme du tigre de François Yang : Madeleine
- 2016 : Rouges étaient les lilas de Jean-Pierre Mocky : Violaine Gallois
- 2017 : Les Sept Déserteurs ou la Guerre en vrac de Paul Vecchiali : Madeleine
- 2018 : Train de vies ou les Voyages d'Angélique de Paul Vecchiali : Clarisse, l'amie
- 2018 : Amanda de Mikhaël Hers : Maud Sorel

#### Années 2020
- 2020 : Un soupçon d'amour de Paul Vecchiali : Geneviève Garland
- 2023 : Jeanne du Barry de Maïwenn : Anne Bécu
- 2025 : Aux jours qui viennent de Nathalie Najem : Patricia
- 2025 : Une place pour Pierrot d’Hélène Médigue : Mathilde
- Prévu en 2026 : La poupée de Sophie Beaulieu

#### Courts métrages
- 1985 : Les Deux Fragonard de Philippe Le Guay
- 1986 : Cinématon no 768 de Gérard Courant : elle-même
- 1988 : La Mouette infernale de Mireille Antoine
- 1990 : À tire-cœur de Marie-Luce Felber
- 1991 : Le Scooter à pédales de Jean-Louis Tribes
- 1991 : Comédie d'un soir de Marianne Basler : une jeune femme
- 1997 : Un après-midi au parc de Serge Meynard

#### Réalisatrice
- 1991 : Comédie d'un soir (court-métrage)
- 1997 : Peut-être si j'en ai envie... (court-métrage)
- 2008 : Monsieur X

### Télévision

#### Années 1980
- 1984 : Julien Fontanes, magistrat La Pêche au vif de Guy Lefranc (saison 5, épisode 2)
- 1986 : Série rose Le Libertin de qualité de Juan Luis Buñuel : Julie (épisode 5)
- 1986 : Le Petit Docteur La Piste de l'homme roux de Marc Simenon (épisode 4)
- 1986 : À titre posthume de Paul Vecchiali
- 1986 : Julien Fontanes, magistrat Retour de bâton de Guy Lefranc (saison 8, épisode 3)
- 1987 : Les Enquêtes du commissaire Maigret Maigret chez le ministre de Louis Grospierre (saison 20, épisode 1)
- 1987 : Série noire Le Cimetière des durs de Yvan Butler (épisode 23)

#### Années 1990
- 1990 : Le Blé en herbe de Serge Meynard
- 1991 : Le Prix d'une vie (Comprarsi la vita) de Domenico Campana : Angelina
- 1991 : L'Impure de Paul Vecchiali : Chantal Prévost
- 1992 : La Peur de Daniel Vigne
- 1995 : Le Chagrin des Belges (Het verdriet van België) de Claude Goretta (mini-série)
- 1996 : Cœur de cible de Laurent Heynemann : Vanessa Wagner
- 1996 : La poupée qui tue de Bruno Gantillon
- 1996 : Le Sang du renard de Serge Meynard
- 1998 : Le Danger d'aimer de Serge Meynard
- 1999 : Maigret Madame Quatre et ses enfants de Philippe Bérenger (saison 8, épisode 1)
- 1999 : La Femme de plume de Chantal Picault

#### Années 2000
- 2000 : Julien l'apprenti de Jacques Otmezguine : Lucienne
- 2000 : On n'a qu'une vie de Jacques Deray : Claire
- 2002 : L'Année des grandes filles  de Jacques Renard
- 2002 : L'Enfant des lumières de Daniel Vigne : Angélique
- 2003 : L'Île Atlantique  de Gérard Mordillat : Yvonne Lescot
- 2003 : Carnets d'ados de Olivier Peray (épisode La Vie quand même)
- 2003 : Regards d'enfance de David Delrieux (épisode 20 Le Monde de Yoyo)
- 2004 : Un fils sans histoire de Daniel Vigne
- 2005 : Louis Page (épisode La Vraie vie de Heikki Arekallio)
- 2007 : Les Diablesses de Harry Cleven : sœur Anastasie
- 2008 : A.D. La guerre de l'ombre de Laurence Katrian : Raphaëlle Mattéi
- 2008 : Chez Maupassant Aux champs de Olivier Schatzky (saison 2 épisode 3)
- 2008 : Le Sanglot des anges de Jacques Otmezguine
- 2008 : Un souvenir de Jacques Renard : Mrs Walters
- 2009 : À tort ou à raison de Pierre Joassin : Joëlle Lens, juge d'instruction (série)
- 2009 : Un viol de Marion Sarraut : Delphine Odier
- 2009 : Comme un mauvais souvenir de André Chandelle : Mathilde, juge d'instruction

#### Années 2010
- 2011 : Faux coupable de Didier Le Pêcheur : Isabelle Varini
- 2012 : La Joie de vivre de Jean-Pierre Améris : Pauline
- 2012 : À tort ou à raison de Alain Brunard : Joëlle Lens, juge d'instruction
- 2013 : R.I.S. Police scientifique Le Temps qu'il nous reste de Alain Brunard (saison 8, épisode 6 )
- 2014 : Les Dames  de Alexis Lecaye et Camille Bordes-Resnais (épisode Dame d'atout)
- 2014 : Le Premier Été de Marion Sarraut
- 2015 : Un père coupable de Caroline Huppert : Florence Lavier
- 2015 : Boulevard du Palais Mauvaise graine de Jean Marc Thérin (épisode 17.6 )
- 2017 : Mongeville Parfum d'amour de Marwen Abdallah : Irène Dampierre (saison 4, épisode 2)
- 2018 : Ondes de choc Sirius de Frédéric Mermoud : Christine (épisode 2)
- 2018 : Les Michetonneuses de Olivier Doran : Bénédicte de Louhan, la femme de Xavier
- 2019 : Les Enfants du secret de David Morley : Lauriane Danrémont

#### Années 2020
- 2021 : Crime à Biot de Christophe Douchand : Olivia Rousseau
- 2024 : Anthracite de Julius Berg : Valérie Faure (mini-série)

## Théâtre

### À Bruxelles avant 1988
- L'Oiseau vert de Carlo Gozzi
- L'Assemblée des femmes d'Aristophane
- Les 4 fils Aymon d'Herman Closson
- La guerre de Troie n'aura pas lieu de Jean Giraudoux
- Le Fil rouge d'Henry Denker
- L'Intoxe de Françoise Dorin
- Les Trois Mousquetaires adaptation Daniel Scahaise
- La Pieuvre de Witkiewicz
- Don Juan revient de guerre d'Ödön von Horváth
- L'Étourdi de Molière
- Rappelle-moi pourquoi je t'aime d'Henri Rudder[Quoi ?][réf. nécessaire]
- La Matrone d'Éphèse de Georges Sion
- À Memphis il y a un homme d'une force prodigieuse de Jean Audureau

### En France
- 1985 : Les Violettes de Georges Schehadé, mise en scène Gilles Guillot, Théâtre de l'Athénée Louis-Jouvet
- 1986 : Le Résident de Sławomir Mrożek, mise en scène Georges Werler, Théâtre des Mathurins
- 1988 : Le Cid  de Corneille, mise en scène Gérard Desarthe, MC93 Bobigny
- 1989 : Liebelei d'Arthur Schnitzler, mise en scène Gabriel Aghion, Studio des Champs-Élysées avec Dominique Blanc, Pascal Greggory et Patrick Catalifo
- 1990 : La Place Royale de Corneille, mise en scène de Brigitte Jacques, Aubervilliers
- 1994 : Andromaque d'Euripide, mise en scène Jacques Lassalle, Festival d'Avignon - Théâtre de Créteil- Mégiront à Athènes- Théâtre national de Strasbourg
- 1996 :
  - L'Homme difficile d'Hugo von Hofmannsthal, mise en scène Jacques Lassalle, Théâtre national de la Colline
  - Démons de Lars Norén, mise en scène Gérard Desarthe, MC93 de Bobigny, Théâtre de Vidy, Théâtre du Gymnase à Marseille, Théâtre de Nice
  - Conversations dans le Loir et Cher de Paul Claudel, Pierre Franck, Théâtre de l'Atelier
- 1997 : Les Prodiges de Jean Vauthier (dramaturge), mise en scène Marcel Maréchal, Théâtre du Rond-Point
- 1998 : Le Misanthrope de Molière, mise en scène Jacques Lassalle, Théâtre de Vidy
- 1999 : Le Misanthrope de Molière, mise en scène Jacques Lassalle, MC93 Bobigny
- 2000 : Trahisons d'Harold Pinter, mise en scène David Leveaux, Théâtre de l'Atelier et tournée
- 2002 :
  - Un jour en été de Jon Fosse, mise en scène Jacques Lassalle, Théâtre de la Bastille
  - Les Couleurs de la vie d'Andrew Bovell, mise en scène Michel Fagadau, Théâtre des Champs-Élysées
- 2003 : Monsieur X dit Pierre Rabier d'après La Douleur de Marguerite Duras, mise en scène Jacques Lassalle, Théâtre de Vidy, Les Gémeaux
- 2004 : La Danse de mort d'August Strindberg, mise en scène Jacques Lassalle, Théâtre de l'Athénée Louis-Jouvet avec Hugues Quester et Jean-Philippe Puymartin
- 2005 :
  - Monsieur X dit Pierre Rabier d'après La Douleur de Marguerite Duras, mise en scène Jacques Lassalle, Théâtre de Vidy Lausanne, Artistic Athévains, Théâtre de la Croix-Rousse
  -  Slogans pour 343 actrices de Maria Soudaïeva et Antoine Volodine, mise en scène Bérangère Bonvoisin, Théâtre national de la Colline
  - La Bancale se balance de Louise Doutreligne, mise en scène Antonio Arena, Théâtre du Rond-Point
- 2006 : Les Grecs de Jean-Marie Besset, mise en scène Jean-Marie Besset et Gilbert Désveaux, Théâtre Montparnasse avec Xavier Gallais
- 2008 : Détails de Lars Norén, mise en scène Jean-Louis Martinelli, Théâtre Nanterre-Amandiers avec Stefan Freis
- 2009 :
  - Marie-Antoinette, Correspondance 1770-1793 d'Évelyne Lever, mise en lecture Festival de Grignan et  Théâtre de la Madeleine
  - Désiré de Sacha Guitry, mise en scène Serge Lipszyc, Théâtre de la Michodiere et Tournée
- 2012 : Je pense à Yu de Carole Fréchette, mise en scène Jean-Claude Berutti, Théâtre de l'Ouest parisien
- 2013 : Je pense à Yu de Carole Fréchette, mise en scène Jean-Claude Berutti, Artistic Athévains
- 2013: Corpus Christi de Christophe Pellet, mise en scène Jacques Lassalle, Théâtre des 13 vents à Montpellier, Théâtre des Abbesses
- 2014 : Big Apple d'Isabelle Le Nouvel, mise en scène Niels Arestrup, Théâtre de l'Ouest parisien, Théâtre de Paris
- 2015 : Le Roi Lear de William Shakespeare, mise en scène Jean-Luc Revol, Théâtre de la Madeleine avec Michel Aumont
- 2016 :
  - Revenez demain de Blandine Costaz, mise en scène Laurent Frechuret, Espace des Arts et Théâtre du Rond-Point avec Gilles Cohen
  - Présents parallèles de Jacques Attali, mise en scène Christophe Barbier au théâtre de la Reine Blanche avec Xavier Gallais et Jean Alibert
- 2017 : Revenez demain de Blandine Costaz, mise en scène Laurent Fréchuret (tournée)
- 2017 - 2019 : L'Autre fille d'Annie Ernaux, mise en scène Marianne Basler et Jean-Philippe Puymartin, Espace des Arts de Chalon-sur-Saône, Les Déchargeurs Paris, Les Bernardines Marseille
- 2019 : En garde à vue de John Wainwright, mise en scène Charles Tordjman, théâtre Hébertot
- 2020 : Huis clos de Jean-Paul Sartre, mise en scène Jean-Louis Benoît, Théâtre de La Cartoucherie
- 2021 : L'Autre fille d'Annie Ernaux, reprise au théâtre de la Reine Blanche à Avignon.
- 2022 : Huis clos de Jean-Paul Sartre, mise en scène Jean-Louis Benoît, théâtre de l'Atelier
- 2022 : L'Autre fille d'Annie Ernaux, mise en scène  Marianne Basler et Jean-Philippe Puymartin, Théâtre des Mathurins
- 2024 : L'Événement d’Annie Ernaux mise en scène Marianne Basler au théâtre de l’Atelier.

## Lectures publiques

### Lectures spectacles
- Loin d'eux de Laurent Mauvignier à L’Écume des jours à Groix et aux Amandiers de Nanterre, mise en espace Johana Nizard
- Les Sœurs cruelles de Stéphane Guérin à NAVA (Nouveaux Auteurs en Vallée de l'Aude, festival à Limoux)
- Correspondance Edith Wharton et Henry James au festival de la correspondance de Grignan, mise en espace Jean-Philippe Puymartin
- Emily Dickinson au festival de la correspondance de Grignan
- Marie-Antoinette au festival de la correspondance de Grignan
- Correspondance de Dostoievski avec Patrick Chesnais, mise en espace de Didier Long à Grignan
- Otages de Nina Bouraoui à Bonieux chez Agnès Varda et à l'opéra de Vichy, mise en espace Jean-Philippe Puymartin
- Radeaux de Christian Siméon, mise en espace Yohan Manca, à NAVA
- Zone de non droit d'Amélie Nothomb, mise en espace Jean-Philippe Puymartin pour le Paris des femmes à Paris et Vichy avec William Nadylam
- Les Fous du roi de Robert Penn Warren, adaptation Jean-Marie Besset, à NAVA
- Zone de non droit d'Amélie Nothomb, mise en espace Jean-Philippe Puymartin avec Xavier Gallais Biarritz
- Maison haute de Marie Darrieussecq, mise en espace Jean-Philippe Puymartin avec André Marcon et Judith Magre pour le Paris des femmes au théâtre des Mathurins

### Mises en scène
- Nietzsche avec Bruno Solo et Bénédicte Choient au Théâtre de la Pépinière en 2017
- Avec Jean-Philippe Puymartin, adaptation et interprétation du texte d'Annie Ernaux, L'Autre Fille, au théâtre, en 2017-2021[8].

### Lectures publiques
- Un cavalier qui surgit hors de la nuit, Max et Gilberte, Marion, Pierre et Loiseau de Serge Kribus à Avignon
- Carte Blanche à Avignon : Heptameron de Marguerite de Navarre
- Seule Venise de Claudie Gallais pour le festival de la correspondance de Grignan
- Dans la foule de Laurent Gaudé pour le Marathon des mots à Toulouse
- Textes de Madeleine Bourdhouxe pour le Marathon des mots à Bruxelles
- Zonzon Pépette et Histoire d'une Marie d'André Baillon pour le Marathon des mots à Bruxelles
- Blanc d'Emanuelle Marie à la chapelle du Verbe Incarné à Avignon avec Isabelle Carré
- Les Indes d'Édouard Glissant à la Chapelle du verbe incarné à Avignon, au musée du quai Branly et à Genève
- Le Chagrin des Belges de Hugo Claus, pour le Marathon des mots à Bruxelles
- Le Club des miracles relatifs de Nancy Huston à Reid Hall à Paris et à Passaporta à Bruxelles
- L’Autre Fille d'Annie Ernaux à Reid Hall à Paris
- La Condition humaine d'André Malraux au musée Guimet en novembre 2016
- La Sainte Famille de Florence Seyvos à Beauvais en novembre 2016
- L’enfant rêveur de Karen Blixen au festival le grain de sable à Trouville 2018
- Regarde les lumières mon amour d'Annie Ernaux au festival le Grain de sable à Trouville en 2020
- Arbre de l'oubli de Nancy Huston aux Nuits de la pleine lune en 2021

## Livre audio
- Une femme à Berlin (Gallimard)

## Voix off
- Une dynastie fracassée, documentaire sur le baron Empain
- Karen Blixen de Elisabeth Kapnist (voix de Karen Blixen)

## Doublage

### Cinéma

#### Films
- Melissa Leo dans : 
  - Equalizer (2014) : Susan Plummer
  - Equalizer 2 (2018) : Susan Plummer
- 2007 : La Légende de Beowulf : Wealhtheow (Robin Wright)
- 2012 : Lincoln : Mary Todd Lincoln (Sally Field)
- 2015 : Kingsman : Services secrets : Michelle Unwin (Samantha Womack)
- 2016 : Eddie the Eagle : Petra (Iris Berben)
- 2016 : Money Monster
- 2017 : Spider-Man: Homecoming : Mme Warren (Selenis Leyva)
- 2017 : Transformers: The Last Knight : Tante Marie (Rebecca Front)
- 2018 : Bumblebee
- 2020 : Rebecca : Beatrice Lacy (Keeley Hawes)
- 2020 : USS Greyhound : La Bataille de l'Atlantique : Eva Krause (Elisabeth Shue)
- 2021 : Une affaire de détails : Landlady (Lee Garlington)
- 2021 : Oslo : Toril Grandal (Géraldine Alexander)
- 2021 : Spider-Man: No Way Home
- 2021 : The King's Man : Première Mission : la tsarine Alix de Hesse-Darmstadt (Branka Katić)
- 2022 : Spiderhead : Sarah (Angie Milliken)
- 2022 : Tár : Sharon Goodnow (Nina Hoss)
- 2022 : My Policeman : Marion Taylor âgée (Gina McKee)
- 2024 : Joker : Folie à deux : Maryanne Stewart (Catherine Keener)
- 2025 : The Amateur

#### Films d'animation
- 2013 : Loulou, l'incroyable secret : Olympe
- 2018 : Spider-Man: New Generation : voix additionnelles

### Télévision

#### Séries télévisées
- 2017 : Twin Peaks: The Return : Norma Jennings (Peggy Lipton)
- 2018 : A Very English Scandal : Marion Thorpe (Monica Dolan) (mini-série)
- 2020 : Godfather of Harlem : Olympia Gigante (Kathrine Narducci)

#### Documentaires
- 2021 : Les Secrets des Baleines : elle-même (Nan Hauser)

## Distinctions

### Décoration
- 2021 :  Officier de l'ordre des Arts et des Lettres[9]

### Récompenses
- Prix Joseph-Plateau 1988 : meilleure actrice belge pour L'Ordre du jour
- Prix Suzanne-Bianchetti 1988
- Prix du Syndicat de la critique 1999 : meilleure comédienne pour Le Misanthrope

### Nominations
- César 1987 : César du meilleur espoir féminin pour Rosa la rose, fille publique
- Molières 1988 : Molière de la révélation théâtrale pour Le Cid
- Molières 2000 : Molière de la meilleure comédienne pour Trahisons